# Ctenochira edolensis
Ctenochira edolensis är en stekelart som först beskrevs av Ozols 1959.  Ctenochira edolensis ingår i släktet Ctenochira och familjen brokparasitsteklar. Inga underarter finns listade i Catalogue of Life.